# Guðmundur Sverrisson
Guðmundur Sverrisson (ur. 24 maja 1990) – islandzki lekkoatleta specjalizujący się w rzucie oszczepem. 
Odpadł w eliminacjach rozgrywanych w 2007 w Ostrawie mistrzostw świata juniorów młodszych. Złoty medalista igrzysk małych państw Europy (2013 i 2015).
Złoty medalista mistrzostw Islandii i reprezentant kraju w drużynowych mistrzostwach Europy. 
Rekord życiowy: 80,66 (27 lipca 2013, Akureyri).

## Osiągnięcia
| Rok  | Impreza                                | Miejsce          | Lokata             | Wynik |
| ---- | -------------------------------------- | ---------------- | ------------------ | ----- |
| 2007 | Mistrzostwa świata juniorów młodszych  | Ostrawa          | el. – 35. miejsce  | 50,89 |
| 2009 | III liga drużynowych mistrzostw Europy | Sarajewo         | –                  | NM    |
| 2013 | Igrzyska małych państw Europy          | Luksemburg       | 1. miejsce         | 74,38 |
| 2013 | III liga drużynowych mistrzostw Europy | Bańska Bystrzyca | 2. miejsce         | 76,35 |
| 2014 | Mistrzostwa Europy                     | Zurych           | el. –              | NM    |
| 2015 | Zimowy puchar Europy w rzutach         | Leiria           | 1. miejsce grupa B | 74,90 |
| 2015 | II liga drużynowych mistrzostw Europy  | Stara Zagora     | 3. miejsce         | 69,66 |
| 2015 | Igrzyska małych państw Europy          | Reykjavík        | 1. miejsce         | 74,38 |